# Partido judicial de Fregenal de la Sierra
El partido judicial de Fregenal de la Sierra  es el partido judicial n.º 12 de la provincia de Badajoz y uno de los catorce partidos judiciales tradicionales, de la provincia de Badajoz en la región de Extremadura (España). Constituido a principios del siglo XIX con 7 municipios

## Geografía

Mapa municipal de la provincia de Badajoz con sus partidos judiciales.

Está situado en el sur de la provincia y sus municipios en las comarcas de Tentudía (4), Zafra - Río Bodión (2) y Sierra Suroeste (1). 
Los 7 municipios en 1834 contaban con 5.902 hogares y 22.663 habitantes.
El terreno se halla cubierto de dehesas, jaras, monte bajo y otras especies propias del bosque mediterráneo. La naturaleza fronteriza de la comarca, se concreta sobre todo en las fortificaciones y amurallamientos con que se resguardan las poblaciones.
| Noroeste: Jerez  | Norte: Jerez y Fuente | Noreste: Fuente          |
| Oeste: Jerez     |                       | Este: Fuente y Huelva    |
| Suroeste: Huelva | Sur: Huelva           | Sureste: Huelva y Fuente |

| - Fregenal de la Sierra - Bodonal de la Sierra | - Fuentes de León - Higuera la Real | - Segura de León - Valverde de Burguillos | - Cabeza la Vaca |

## Historia

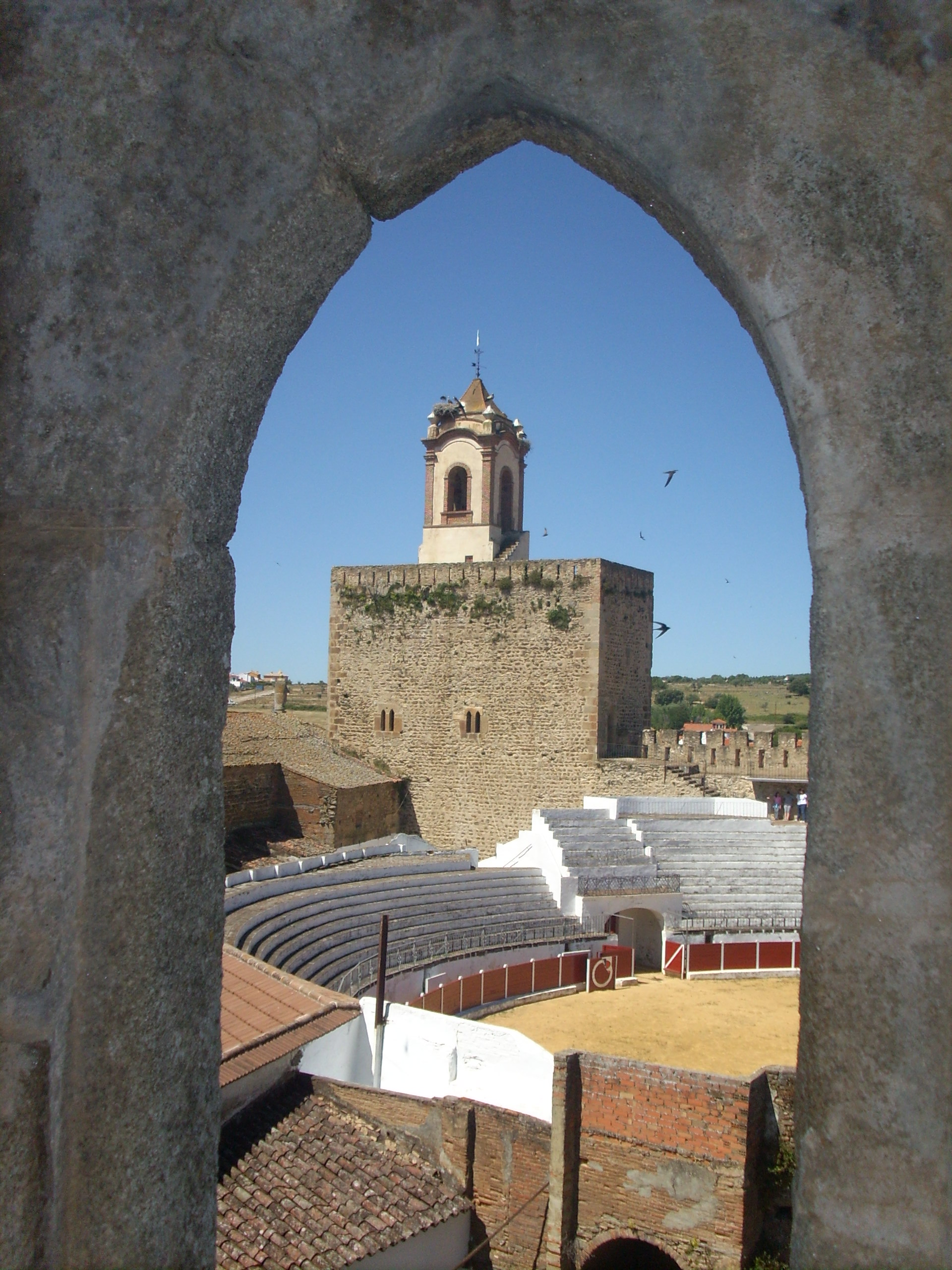
Torre del Homenaje y plaza de Toros vista desde el Polvorín del Castillo templario de Fregenal de la Sierra

En las cercanías de las diferentes poblaciones que componen el Partido Judicial de Fregenal de la Sierra se sitúan las ruinas (casi totalmente soterradas y aún poco investigadas) de un castro celta llamado Nertóbriga que tras la conquista romana se denominó Nertóbriga-Concordia Iulia. Dicha ciudad formó parte de la provincia Hispania Ulterior en los dos primeros siglos antes de la era cristiana y posteriormente se encuadró administrativamente en la Baetica, de la que formó parte durante más de siete siglos, hasta el comienzo del periodo andalusí. Tras nuevas investigaciones se ha descubierto que en ella hubo una Torre de vigilancia utilizada primero por los visigodos y posteriormente por musulmanes. De la era musulmana destaca una necrópolis. Las únicas referencias que hacen los cristianos sobre esta ciudad es el nombre Castillo de Valera, que fue datado por los Caballeros del Temple.
La ciudad de Fregenal y las demás del partido judicial fueron conquistadas por Fernando III con ayuda de la Orden del Temple pero la primera aparición de Fregenal en los registros históricos fue en 1283, cuando la población es donada por Alfonso X de Castilla a la Orden del Temple por su trabajo en la Reconquista. En este traspaso entraba también la ciudad de Jerez de los Caballeros, cercana a Fregenal. Finalmente la población de Fregenal pasó a pertenecer de nuevo al reino de Sevilla en 1312.
En el siglo XV su jurisdicción se extendía a tres lugares Higuera, Bodonal y Marotera, dos de ellos pertenecientes al partido judicial; excepto uno por su desaparición.
La contribución de Fregenal a la conquista y colonización de América fue importante numéricamente, puesto que según Navarro del Castillo, 105 personas salieron para tierras indianas. Entre los más importantes figuran: Alonso Rodríguez Santos y Benito Arias Montano, hijo del anterior y sobrino del gran humanista del mismo nombre.

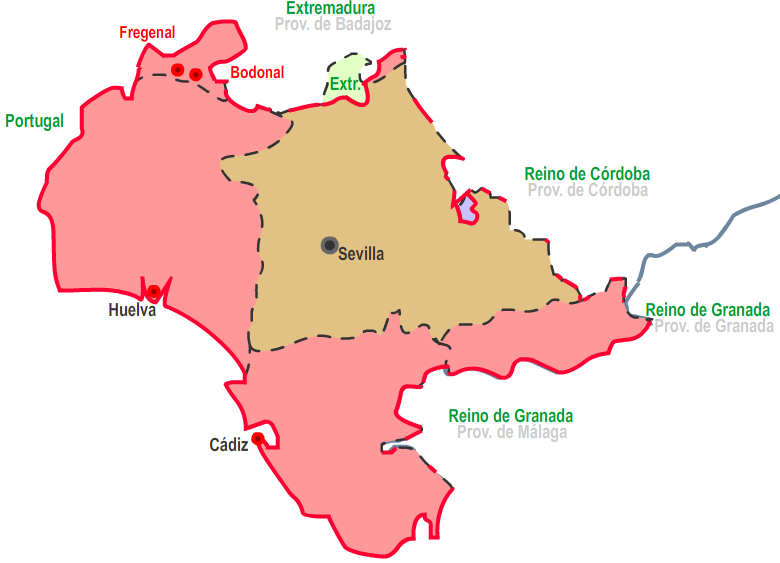
Fregenal y Bodonal en el Reino de Sevilla

Es patria del célebre Cipriano de Valera, religioso, filólogo y humanista español, profesor en Londres, Oxford y Cambridge, revisor de la traducción de la primera Biblia castellana completa, la cual hiciera su paisano el montemolinés Casiodoro de Reina y se publicó por primera vez en Basilea en 1569. Ambos, monjes en un monasterio de Sevilla, hallaron refugio en Europa, ya que la siniestra Inquisición pretendió apresarlos por sus ideas afines a la Reforma. Desde 1594 a 1833 pensaban que cualquier fiel debía tener acceso al texto sagrado, y no sólo los clérigos versados en lenguas clásicas; de ahí que acometieran la paciente tarea de traducción-revisión. Hoy día, la versión de la Biblia conocida como "Reina-Valera" o "Biblia del Oso", con posteriores revisiones, sigue vigente en todas las comunidades protestantes del mundo hispánico.
Otro gran hombre ilustre de la ciudad fue Benito Arias Montano que fue un humanista, hebraísta, biólogo y escritor políglota español. Este hombre trabajó junto a Felipe II en la Biblioteca del Real Monasterio de El Escorial. Llegó a ir al Concilio de Trento e se encargó de la edición la Biblia Regia, la cual estaba traducida a 12 idiomas diferentes.
Además de Arias Montano Fregenal contó con otro gran hombre como Juan Bravo Murillo. Político, jurista y economista español. Fue Presidente del Consejo de Ministros de España (equivalente de la época a presidente del Gobierno o primer ministro) durante el reinado de Isabel II. Además fue el primer ministro de Fomento en España. Entre sus obras más destacadas están el Canal de Isabel II, que hoy día dota a Madrid de aguas que no son del Manzanares; y la construcción de nuevas carreteras en España. Otro de sus logros fue el conseguir crear puerto franco en Canarias. Está enterrado en la Iglesia de Santa Ana de Fregenal.

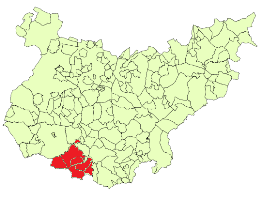
Partido Judicial de Fregenal de la Sierra en la provincia de Badajoz

En 1594 Fregenal formaba parte del Reino de Sevilla en la Sierra de Aroche y contaba con 1348 vecinos pecheros.
Fregenal de la Sierra, Higuera y Bodonal formaron parte del reino de Sevilla, sin embargo hoy están encuadradas administrativamente en Extremadura, tras pasar cinco siglos en la anterior división territorial, hasta que en 1833, con la creación de las provincias pasó a depender administrativamente de la provincia de Badajoz.
Amadeo de Saboya concedió a Fregenal el título honorífico de ciudad en 1873.
El momento de mayor avance tecnológico para Fregenal llegó con Rodrigo Sánchez-Arjona y Sánchez-Arjona, quien llevó a Fregenal el teléfono realizando la primera llamada a larga distancia en España, entre su casa de Fregenal y la finca de las Mimbres, cercana a la ciudad. Posteriormente se consiguió establecer contacto con Sevilla y Cádiz, batiendo el récord mundial hasta el momento.
A la caída del Antiguo Régimen la localidad se constituyó en municipio constitucional en la región de Extremadura. Desde 1834 es sede del Partido judicial de Fregenal de la Sierra. En el censo de 1842 contaba con 1260 hogares y 4620 vecinos.

## Partido judicial

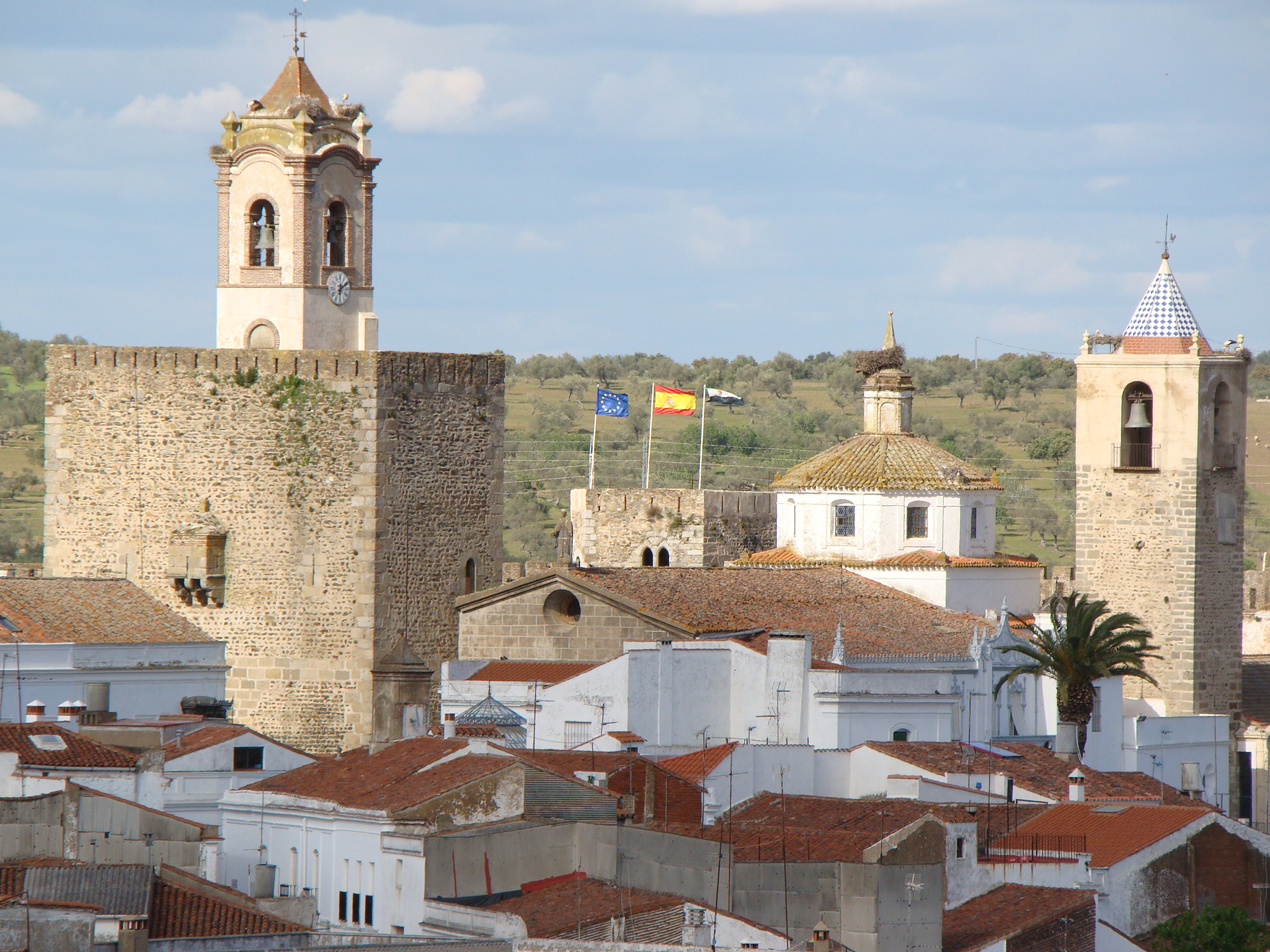
Vista del Castillo de Fregenal de la Sierra y la iglesia de Santa María de la Plaza

A principios del siglo XXI es el partido número 12 de la provincia agrupando los siguientes siete municipios

### Fregenal de la Sierra
Está situado en la comarca de Sierra Suroeste y es cabecera y sede del partido judicial de Fregenal de la Sierra.
Para llegar a Fregenal se pueden utilizar diferentes medios de transporte. Las carreteras por las que se accede son: la EX-101 si se llega desde Zafra, la N-435 que une Badajoz con Huelva o la EX-201 si llega desde Sevilla (por Bodonal de la Sierra).
Otros transportes, como el tren (con línea diaria Zafra-Huelva) o autobús (que enlaza a la ciudad con las principales capitales regionales y nacionales) son también una acertada elección.
Emplazada entre pequeñas sierras y barrancos de Sierra Morena.
Destacan dentro de su Conjunto Histórico Artístico, declarado Bien de Interés Cultural el Castillo Templario, la iglesia de Santa María de la Plaza, la iglesia de Santa Ana, la iglesia de Santa Catalina, el Conventual de San Francisco (de reciente proceso de restauración), el Convento de las Madres Agustinas, el antiguo Colegio de los Jesuitas y las fuentes de la Fontanilla (siglo XVI) y María Miguel y el Santuario de Ntra. Sra. de los Remedios, en cuyo camarín está la imagen de la Virgen de los Remedios (patrona de la ciudad).

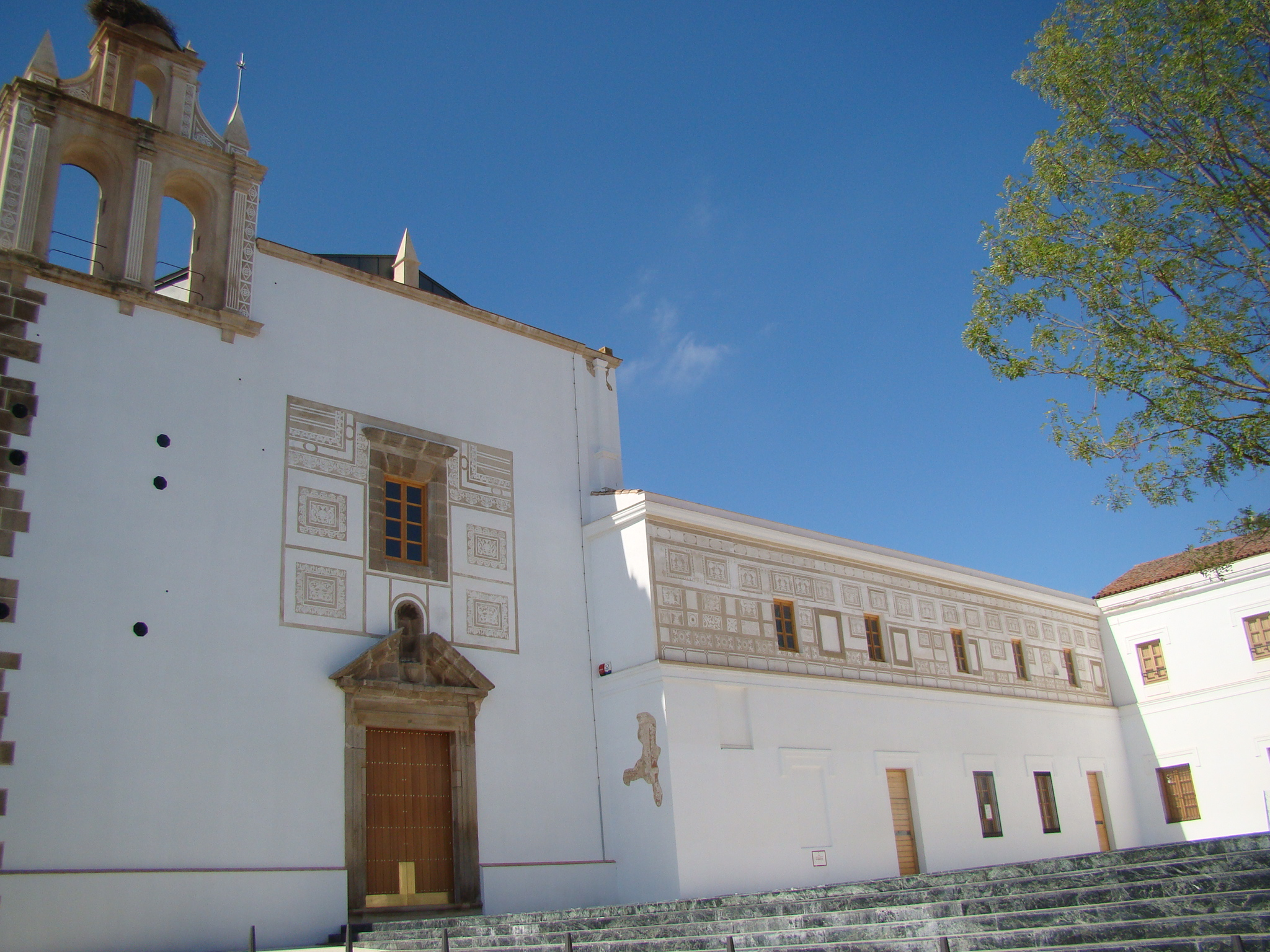
Convento de San Francisco, Fregenal de la Sierra

### Bodonal de la Sierra
Está ubicado al sur de la provincia, asentado en un valle en las estribaciones de la sierra de Tentudía. Se trata de un típico pueblo pequeño, de algo más de 1000 habitantes, rodeado de olivos y encinas. De hecho se halla dentro del mayor bosque arbolado existente en España que se extiende por las provincias de Badajoz, Huelva y Sevilla.
Pertenece a la comarca de Tentudía y al partido judicial de Fregenal de la Sierra.
Destaca la iglesia parroquial católica de San Blas Mártir.

### Higuera la Real

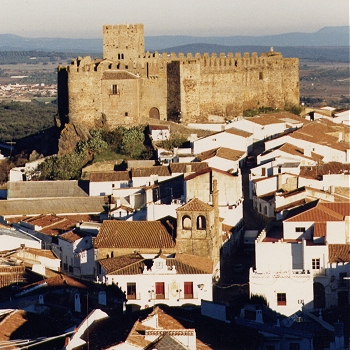
Castillo de Segura de León

### Valverde de Burguillos

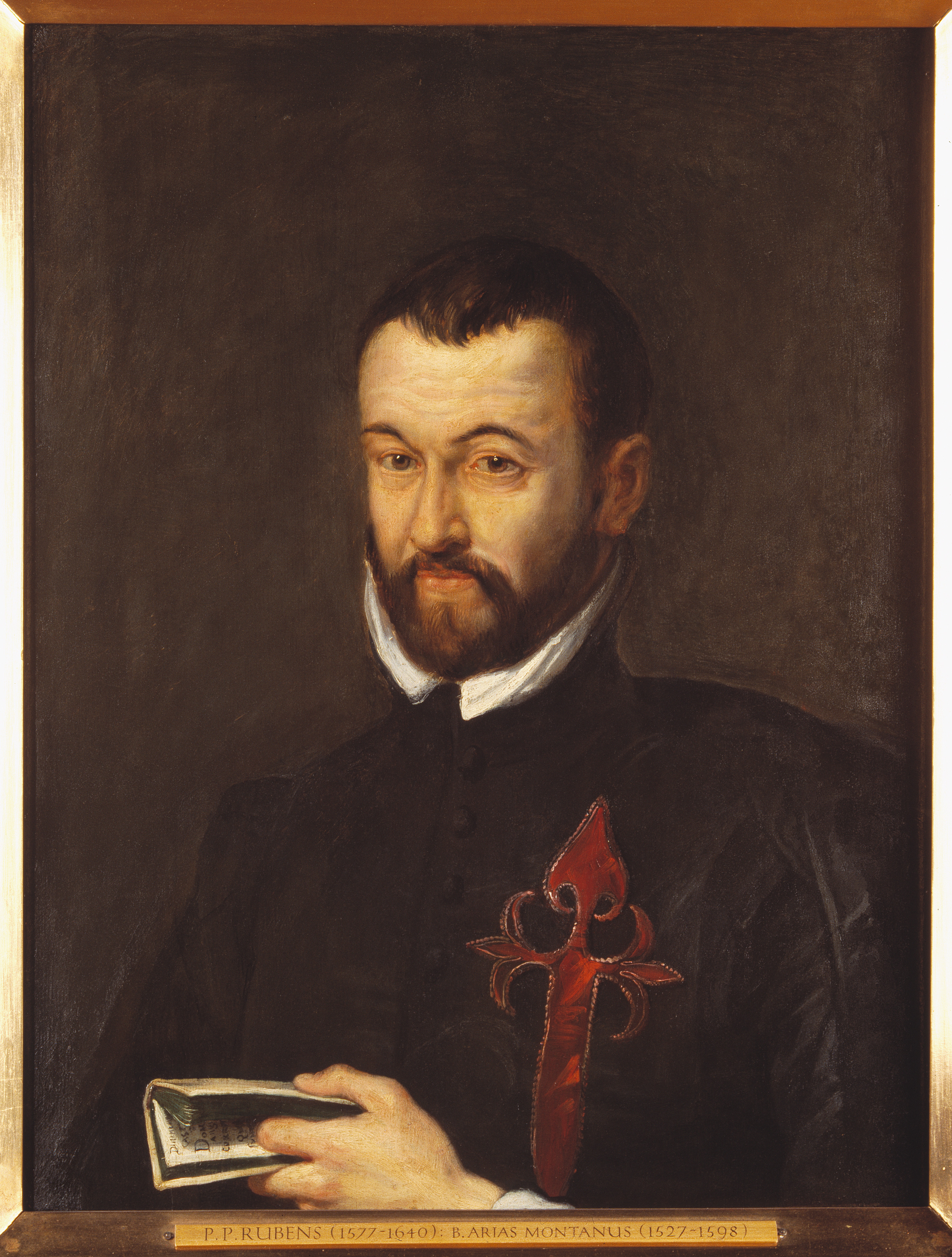
Benito Arias Montano, Fregenal de la Sierra

## Hijos ilustres

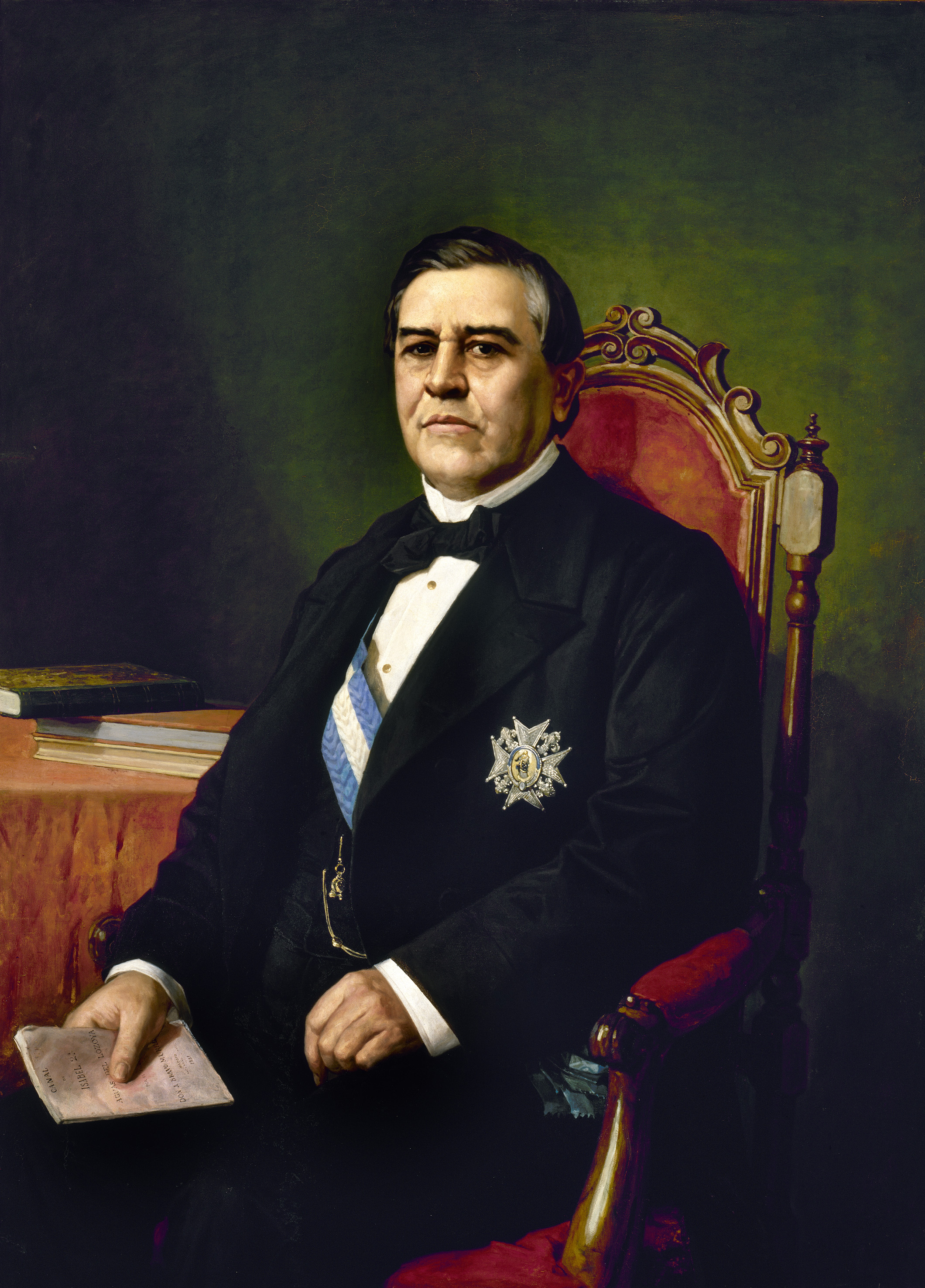
Bravo Murillo, Fregenal de la Sierra

### Cabeza la Vaca

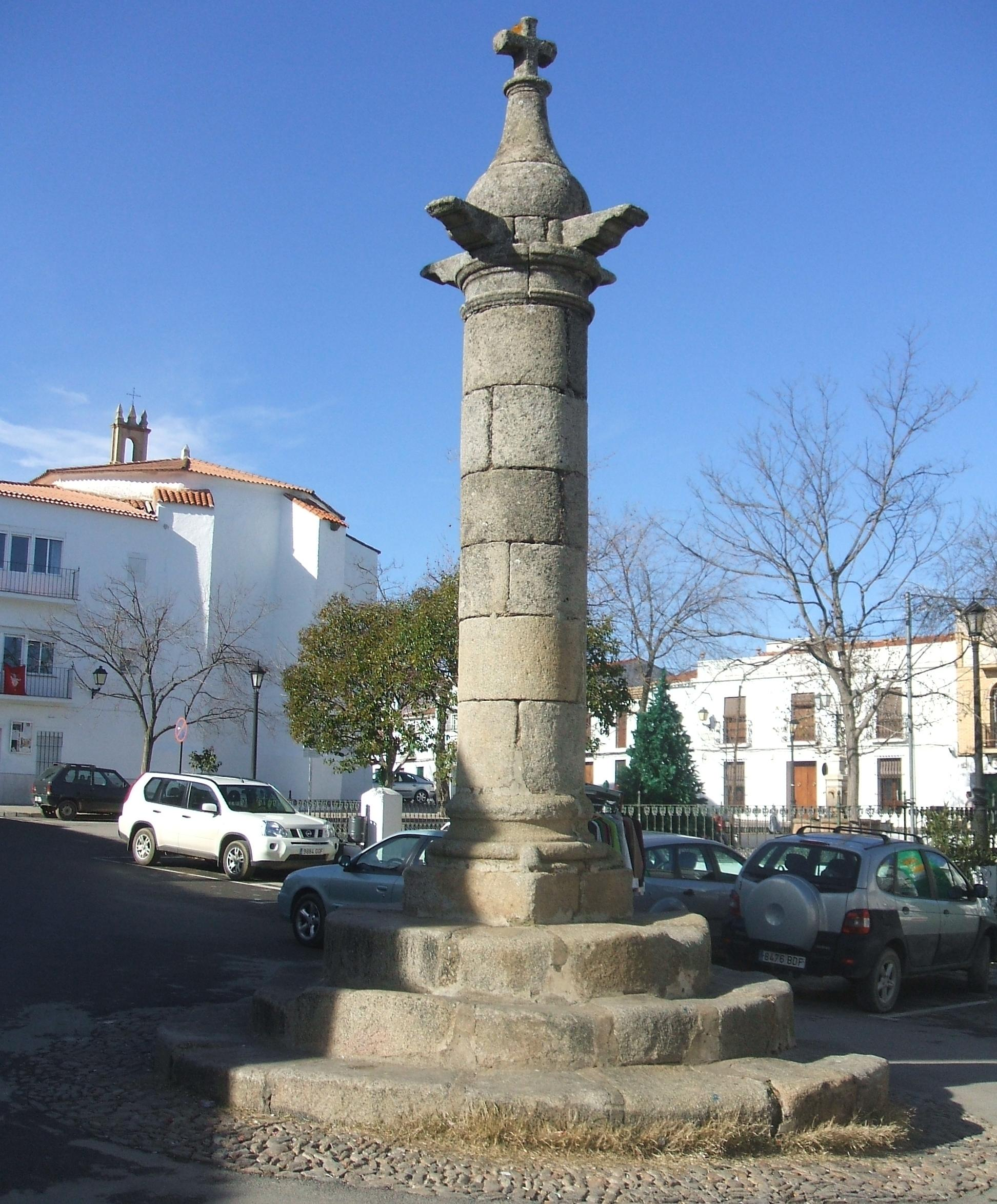
Royo de Cabeza la Vaca

Está ubicado al sur de la provincia, en medio de un pequeño valle, entre campos de encinas, olivos, castaños, rodeado de sierras que definen su entorno natural y la forma de vida de muchos de sus habitantes.Lugar de nacimiento de un gran servidor público, llamado Andrés Vega Sánchez, que siempre honró a su pueblo.
Forma, junto con otros 8 municipios, la comarca de Tentudía, denominada así por la existencia del Monasterio de Tentudía en la cima del monte de igual nombre, que con sus 1.104 metros de altitud es el techo de la Sierra Morena extremeña y por tanto, el más elevado de la provincia de Badajoz. Pertenece al partido judicial de Fregenal de la Sierra.
Destaca la iglesia parroquial católica de Nuestra Señora de los Ángeles